# Spezia Calcio
Spezia Calcio talijanski je profesionalni nogometni klub iz La Spezije. Trenutačno se natječe u Seriji B. Svoje domaće utakmice igra na stadionu Alberto Picco.

## Povijest
Klub je osnovan 1906. godine. Klub je 2008. godine proglasio bankrot, pa je ponovno osnovan iste te godine pod nazivom A.S.D. Spezia Calcio 2008. Najuspešniju sezonu klub je imao 1944. godine kada je osvojio Seriju A.

### Imena kroz povijest
- 1906. – 1911. S.C. Spezia
- 1911. – 1936. F.B.C. Spezia
- 1936. – 1954. A.C. Spezia
- 1954. – 1955. A.C. Spezia-Arsenal
- 1955. – 1986. F.B.C. Spezia 1906
- 1986. – 1995. A.C. Spezia
- 1995. – 2008. Spezia Calcio
- 2008. – danas A.S.D. Spezia Calcio 2008

## Uspjesi

### Ligaški
- Divisione Nazionale (1. razina)
  - Osvajač (1): 1944. (nagrađen)
- Prima Divisione (2. razina)
  - Osvajač (1): 1928./29.
- Seconda Divisione (2. razina)
  - Osvajač (1): 1925./26. (Skupina B)
- Promozione (2. razina)
  - Osvajač (1): 1919./20.
- Serie C (3. razina)
  - Osvajač (3): 1935./36. (Skupina B), 2005./06. (Skupina A),[a] 2011./12. (Skupina B)[b]
  - Doprvak: 2001./02. (Skupina A)[a]
- Serie C2 (4. razina)
  - Osvajač (1): 1999./2000. (Skupina A)
  - Doprvak: 1979./80. (Skupina A), 1985./86. (Skupina A), 2009./10. (Skupina A)[c]
- IV Serie (4. razina)
  - Osvajač (1): 1957./58.
  - Doprvak (1): 1955./56. (Skupina E)
- Serie D (4. razina)
  - Osvajač (1): 1965./66. (Skupina A)
  - Doprvak (1): 2008./09. (Skupina A)
- Serie B (2. razina)
  - Osvajači doigravanja (1): 2019./20.

### Kupski
- Supercoppa di Serie C
  - Osvajač (2): 2006., 2012.
- Coppa Italia Serie C
  - Osvajač (2): 2004./05., 2011./12.[d]
- Scudetto Serie D
  - Osvajač (1): 1957./58.
- Coppa Ottorino Mattei
  - Osvajač (1): 1957./58.